# Принтезис, Бенедиктос
Бенедиктос Принтезис (греч. Βενέδικτος Πρίντεζης, 10.02.1917 г., Греция — 21.10.2008 г., Греция) — католический афинский архиепископ с 15 мая 1959 года по 17 ноября 1972 год, апостольский администратор апостольского викарита Фессалоник с 1959 года по 1962 год.

## Биография
Бенедиктос Принтезис родился 10 февраля 1917 года в Греции. После получения богословского образования был рукоположён 23 марта 1940 года в священника.
15 мая 1959 года Римский папа Иоанн XXIII назначил Бенедиктоса Принтезиса архиепископом афинской архиепархии. 21 июня 1959 года состоялось рукоположение Бенедиктоса Принтезиса в епископа, которое совершил архиепископ Наксоса, Андроса, Тиноса и Миконоса Иоаннис Филиппуссис в сослужении с епископом Сироса и Милоса Георгием Ксенопулосом и епископом апостольского экзарахата Греции Иакинтосом Гадом.
С 1961 по 1964 год Бенедиктос Принтезис участвовал в работе I, II, III и IV сессиях II Ватиканского собора.
17 ноября 1972 года вышел на пенсию.
21 октября 2008 года Бенедиктос Принтезис скончался.